# Választási kaució
A választási kaució egyféle óvadék, biztosítás, melyet egyes választásokon induló pártok, személyek mint zálogot fizetnek, helyeznek letétbe.

## Fogalma
A választásokon a komolytalan jelöltek kizárása érdekében Magyarországon az 1938-as választójogi törvény (1938. XIX. tc.) értelmében, de más országokban ma is pl.: Szlovákiában, Egyesült Királyságban, Görögországban, Litvániában az indulóknak bizonyos összeget kell letétbe helyezniük, melyet bizonyos eredmény elérése után automatikusan visszakapnak.

## Az 1938-as törvény
A törvény értelmében minden egyéni képviselőjelölt 2000 pengő kauciót volt köteles letenni, azokban a lajstromos kerületekben pedig ahol két képviselőt választanak ott 3000 pengőt és minden további mandátumért további 500 pengőt kellett fizetni kaució gyanánt. A kauciót abban az esetben kapta vissza a párt (vagy független jelölt), ha vagy mandátumot szerzett, vagy pedig legalább az elvi mandátumszerzéshez szükséges szavazatszám felét megszerezte. A kaució kimondatlanul az ellenzéki pártok helyzetét nehezítette a kormánypárttal szemben.

## Napjainkban
A XXI. században is többször napirendre került a választási kaució bevezetése Magyarországon, több esetben a kopogtatócédulás rendszer helyére.